# Staatliches Amt für Statistik der Volksrepublik China

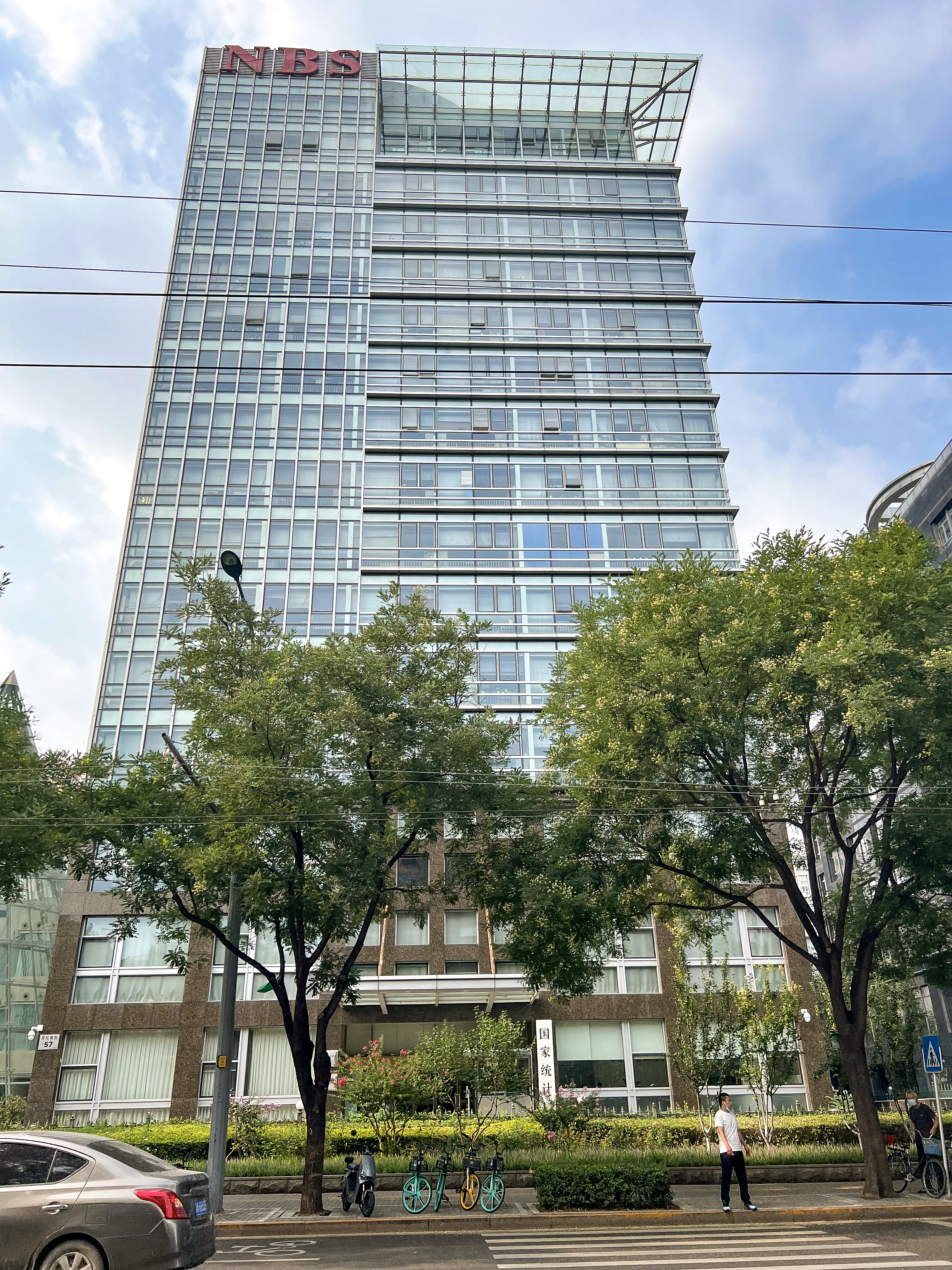
Das Staatliches Amt für Statistik der Volksrepublik China

Das Staatliche Amt für Statistik der Volksrepublik China (chinesisch 中華人民共和國國家統計局 / 中华人民共和国国家统计局, Pinyin Zhōnghuá Rénmín Gònghéguó Guójiā Tǒngjìjú, englisch National Bureau of Statistics of China) mit Sitz in Peking wurde 1952 gegründet und untersteht direkt dem Staatsrat der Volksrepublik China.

## Entwicklung der Statistik in der V. R. China
Die Amtliche Statistik war nach Gründung der Volksrepublik zunächst vom marxistischen Materialproduktionssystem (chinesisch 物质产品平衡体系, Pinyin Wùzhí Chǎnpǐn Pínghéng Tǐxì) geprägt. Dabei wurde das Volkseinkommen als Wachstumsgröße gemessen, bei dem im Gegensatz zum Bruttoinlandsprodukt der Kapitalstock nicht abgeschrieben wird, der Dienstleistungssektor nur bedingt in die Rechnung einfließt und Wohnungsbau, Personentransport, Gesundheitsausgaben etc. nicht eingerechnet werden. Erst in den 1980er Jahren wurden Konzepte der Volkswirtschaftlichen Gesamtrechnung angewandt.

## Aufgaben des Staatlichen Amts
Es ist für die Erfassung und Auswertung u. a. aller ökonomischen Kennzahlen verantwortlich. Zu seinen Aufgaben gehört, Gesetze, Regelwerke und Richtlinien bezüglich der statistischen Erfassung der Daten auszuarbeiten. Zudem ist es angehalten, die Einhaltung der entsprechenden Gesetze durch andere Regierungsstellen zu überwachen. Um diesen Aufgaben nachzukommen, ist es in 16 Abteilungen gegliedert.